# III liga polska w piłce nożnej (grupa IV 2008–2016)
III liga polska w piłce nożnej, grupa IV (nieoficjalne nazwy: III liga opolsko-śląska) – była jedną z ośmiu grup III ligi piłki nożnej w Polsce (w latach 2008–2016). Występowało w niej 20 drużyn z województw opolskiego i śląskiego. Za rozgrywki odpowiedzialne były na przemian Opolski Związek Piłki Nożnej z siedzibą w Opolu i Śląski Związek Piłki Nożnej z siedzibą w Katowicach. Zwycięzcę ligi premiowano awansem do II ligi polskiej w piłce nożnej, natomiast pięć najsłabszych zespołów zdegradowano do IV ligi, gr. opolskiej, śląskiej I lub śląskiej II (w zależności od położenia siedziby klubu).

## Dotychczasowi zwycięzcy
| Sezon     | Drużyna                  |
| --------- | ------------------------ |
| 2008/2009 | Ruch Radzionków (1)      |
| 2009/2010 | Ruch Zdzieszowice (1)    |
| 2010/2011 | Energetyk ROW Rybnik (1) |
| 2011/2012 | Rozwój Katowice (1)      |
| 2012/2013 | Odra Opole (1)           |
| 2013/2014 | Nadwiślan Góra (1)       |
| 2014/2015 | Polonia Bytom (1)        |
| 2015/2016 | Odra Opole (2)           |

## Sezon 2015/2016

### Drużyny
| Uczestnicy poprzedniego sezonu | Uczestnicy poprzedniego sezonu | Uczestnicy poprzedniego sezonu | Uczestnicy poprzedniego sezonu |
| ------------------------------ | ------------------------------ | ------------------------------ | ------------------------------ |
| ODO                            | Odra Opole                     | 2                              |                                |
| RZD                            | Ruch Zdzieszowice              | 3                              |                                |
| BKS                            | BKS Stal Bielsko-Biała         | 4                              |                                |
| REK                            | Rekord Bielsko-Biała           | 5                              |                                |
| JAS                            | GKS 1962 Jastrzębie            | 6                              |                                |
| SZO                            | Szombierki Bytom               | 7                              |                                |
| SKC                            | Skra Częstochowa               | 8                              |                                |
| GZ2                            | Górnik II Zabrze               | 9                              |                                |
| CZN                            | LKS Czaniec                    | 10                             |                                |
| PO2                            | Podbeskidzie II Bielsko-Biała  | 11                             |                                |
| RC2                            | Ruch II Chorzów                | 13                             |                                |
| PNI                            | Pniówek Pawłowice Śląskie      | 14                             |                                |
| GRŚ                            | Grunwald Ruda Śląska           | 15                             |                                |
| PI2                            | Piast II Gliwice               | 161                            |                                |

| Awans z IV ligi 2014/2015 | Awans z IV ligi 2014/2015 | Awans z IV ligi 2014/2015 | Awans z IV ligi 2014/2015 |
| ------------------------- | ------------------------- | ------------------------- | ------------------------- |
| grupa opolska             |                           |                           |                           |
| PTR                       | LZS Piotrówka             | 1                         |                           |
| grupa śląska II           |                           |                           |                           |
| LBE                       | LKS Bełk                  | 12                        |                           |

Objaśnienia:
1. Swornica Czarnowąsy wycofała się po zakończeniu poprzedniego sezonu, dzięki czemu utrzymał się Piast II Gliwice.
2. LKS Bełk wygrał baraże o awans do III ligi z Ruchem Radzionków.

### Tabela
| Lp. | Drużyna                           | M  | Z  | R  | P  | Bramki | Bramki | Różn. | Pkt | Uwagi                     | Bezpośrednio |
| --- | --------------------------------- | -- | -- | -- | -- | ------ | ------ | ----- | --- | ------------------------- | ------------ |
| 1   | Odra Opole (M) (B)                | 30 | 19 | 9  | 2  | 63     | 17     | +46   | 66  | Baraże o II ligę          |              |
| 2   | BKS Stal Bielsko-Biała            | 30 | 18 | 8  | 4  | 59     | 21     | +38   | 62  |                           |              |
| 3   | Rekord Bielsko-Biała              | 30 | 18 | 8  | 4  | 53     | 20     | +33   | 62  |                           |              |
| 4   | Górnik II Zabrze                  | 30 | 14 | 9  | 7  | 47     | 30     | +17   | 51  |                           |              |
| 5   | Skra Częstochowa                  | 30 | 14 | 9  | 7  | 30     | 30     | 0     | 51  |                           |              |
| 6   | Pniówek Pawłowice Śląskie         | 30 | 13 | 11 | 6  | 51     | 26     | +25   | 50  |                           |              |
| 7   | GKS 1962 Jastrzębie               | 30 | 14 | 7  | 9  | 41     | 27     | +14   | 49  |                           |              |
| 8   | Ruch Zdzieszowice1                | 30 | 12 | 9  | 9  | 36     | 27     | +9    | 45  |                           |              |
| 9   | LKS Bełk (S)                      | 30 | 12 | 7  | 11 | 53     | 38     | +15   | 43  | Spadek do IV ligi         |              |
| 10  | Szombierki Bytom (S)              | 30 | 11 | 4  | 15 | 33     | 52     | −19   | 37  | Spadek do IV ligi         |              |
| 11  | Ruch II Chorzów (S)               | 30 | 12 | 1  | 17 | 39     | 53     | −14   | 37  | Spadek do IV ligi         |              |
| 12  | Podbeskidzie II Bielsko-Biała (S) | 30 | 8  | 5  | 17 | 34     | 59     | −25   | 29  | Spadek do IV ligi         |              |
| 13  | Piast II Gliwice (S)              | 30 | 7  | 7  | 16 | 30     | 53     | −23   | 28  | Spadek do IV ligi         |              |
| 14  | LKS Czaniec (S)                   | 30 | 6  | 8  | 16 | 18     | 43     | −25   | 26  | Spadek do IV ligi         |              |
| 15  | Grunwald Ruda Śląska2 (S)         | 30 | 4  | 3  | 23 | 41     | 80     | −39   | 15  | Spadek do klasy okręgowej |              |
| 16  | LZS Piotrówka (S)                 | 30 | 2  | 7  | 21 | 15     | 75     | −60   | 13  | Spadek do IV ligi         |              |

### Baraże o II ligę
| 11 czerwca 2016 | Vineta Wolin | 0:2   | Odra Opole                    |                                                                 |
| 15:00           |              | (0:0) | 80' W. Gancarczyk · 86' Wolny | Stadion Miejski, Wolin Widzów: 800 Sędzia: Piotr Idzik (Poznań) |

| 15 czerwca 2016 | Odra Opole       | 1:1   | Vineta Wolin |                                                             |
| 16:00           | M. Gancarczyk 5' | (1:0) | 62' Jeż      | Stadion Miejski „Odra”, Opole Sędzia: Tomasz Wajda (Żywiec) |

Wynik dwumeczu – 3:1 dla Odry.

## Sezon 2014/2015

### Drużyny
| Uczestnicy poprzedniego sezonu | Uczestnicy poprzedniego sezonu | Uczestnicy poprzedniego sezonu | Uczestnicy poprzedniego sezonu |
| ------------------------------ | ------------------------------ | ------------------------------ | ------------------------------ |
| SKC                            | Skra Częstochowa               | 2                              |                                |
| REK                            | Rekord Bielsko-Biała           | 3                              |                                |
| WES                            | Górnik Wesoła                  | 4                              |                                |
| BKS                            | BKS Stal Bielsko-Biała         | 5                              |                                |
| PNI                            | Pniówek Pawłowice Śląskie      | 6                              |                                |
| RC2                            | Ruch II Chorzów                | 7                              |                                |
| PI2                            | Piast II Gliwice               | 8                              |                                |
| PŁG                            | Polonia Łaziska Górne          | 9                              |                                |
| SWO                            | Swornica Czarnowąsy            | 10                             |                                |
| SZO                            | Szombierki Bytom               | 11                             |                                |
| CZN                            | LKS Czaniec                    | 12                             |                                |
| GZ2                            | Górnik II Zabrze               | 13                             |                                |
| PO2                            | Podbeskidzie II Bielsko-Biała  | 14                             |                                |

| Spadek z II ligi 2013/2014 | Spadek z II ligi 2013/2014 | Spadek z II ligi 2013/2014 | Spadek z II ligi 2013/2014 |
| -------------------------- | -------------------------- | -------------------------- | -------------------------- |
| grupa zachodnia            |                            |                            |                            |
| PBT                        | Polonia Bytom              | 91                         |                            |
| ODO                        | Odra Opole                 | 12                         |                            |
| RZD                        | Ruch Zdzieszowice          | 13                         |                            |
| Awans z IV ligi 2013/2014  |                            |                            |                            |
| grupa opolska              |                            |                            |                            |
| MAŁ                        | Małapanew Ozimek           | 1                          |                            |
| SKG                        | Skalnik Gracze             | 2                          |                            |
| grupa śląska I             |                            |                            |                            |
| GRŚ                        | Grunwald Ruda Śląska       | 1                          |                            |
| grupa śląska II            |                            |                            |                            |
| JAS                        | GKS 1962 Jastrzębie        | 1                          |                            |

Objaśnienia:
1. Polonia Bytom nie otrzymała licencji na grę w II lidze w sezonie 2014/2015, w związku z czym została zdegradowana do III ligi[4].

### Tabela
| Lp. | Drużyna                       | M  | Z  | R  | P  | Bramki | Bramki | Różn. | Pkt | Uwagi                     | Bezpośrednio |
| --- | ----------------------------- | -- | -- | -- | -- | ------ | ------ | ----- | --- | ------------------------- | ------------ |
| 1   | Polonia Bytom (M) (B)         | 38 | 27 | 6  | 5  | 91     | 25     | +66   | 87  | Baraże o II ligę          |              |
| 2   | Odra Opole                    | 38 | 26 | 7  | 5  | 84     | 32     | +52   | 85  |                           |              |
| 3   | Ruch Zdzieszowice             | 38 | 24 | 8  | 6  | 84     | 37     | +47   | 80  |                           |              |
| 4   | BKS Stal Bielsko-Biała        | 38 | 22 | 8  | 8  | 68     | 24     | +44   | 74  |                           |              |
| 5   | Rekord Bielsko-Biała          | 38 | 22 | 5  | 11 | 73     | 49     | +24   | 71  |                           |              |
| 6   | GKS 1962 Jastrzębie           | 38 | 20 | 6  | 12 | 60     | 40     | +20   | 66  |                           |              |
| 7   | Szombierki Bytom              | 38 | 16 | 9  | 13 | 62     | 47     | +15   | 57  |                           |              |
| 8   | Skra Częstochowa              | 38 | 15 | 10 | 13 | 60     | 51     | +9    | 55  |                           |              |
| 9   | Górnik II Zabrze              | 38 | 15 | 9  | 14 | 64     | 54     | +10   | 54  |                           |              |
| 10  | LKS Czaniec                   | 38 | 15 | 7  | 16 | 40     | 49     | −9    | 52  |                           |              |
| 11  | Podbeskidzie II Bielsko-Biała | 38 | 15 | 5  | 18 | 60     | 59     | +1    | 50  |                           |              |
| 12  | Swornica Czarnowąsy1 (S)      | 38 | 13 | 11 | 14 | 45     | 69     | −24   | 50  | Spadek do klasy okręgowej |              |
| 13  | Ruch II Chorzów               | 38 | 13 | 10 | 15 | 61     | 65     | −4    | 49  |                           |              |
| 14  | Pniówek Pawłowice Śląskie     | 38 | 13 | 7  | 18 | 51     | 53     | −2    | 46  |                           |              |
| 15  | Grunwald Ruda Śląska          | 38 | 10 | 12 | 16 | 50     | 70     | −20   | 42  |                           |              |
| 16  | Piast II Gliwice1             | 38 | 12 | 6  | 20 | 61     | 77     | −16   | 42  |                           |              |
| 17  | Polonia Łaziska Górne (S)     | 38 | 9  | 9  | 20 | 33     | 60     | −27   | 36  | Spadek do IV ligi         |              |
| 18  | Górnik Wesoła (S)             | 38 | 8  | 6  | 24 | 41     | 74     | −33   | 30  | Spadek do IV ligi         |              |
| 19  | Skalnik Gracze (S)            | 38 | 4  | 6  | 28 | 27     | 105    | −78   | 18  | Spadek do IV ligi         |              |
| 20  | Małapanew Ozimek (S)          | 38 | 3  | 8  | 27 | 22     | 93     | −71   | 17  | Spadek do IV ligi         |              |

### Baraże o II ligę
| 13 czerwca 2015 15:00 | Warta Poznań · Łukasz Spławski 29' | 1:2(1:2)Raport | Polonia Bytom · 20' Dawid Cempa · 36' Marcin Lachowski | Poznań, (Stadion przy Drodze Dębińskiej) Widzów: 1000 Sędzia: Tomasz Radkiewicz (Łódź) |
|                       |                                    |                | kartki: · Bartłomiej Setlak                            |                                                                                        |

| 17 czerwca 2015 17:00 | Polonia Bytom · Jacek Broniewicz 25' (k) | 1:0(1:0)Raport | Warta Poznań                                       | Bytom, (Stadion im. Edwarda Szymkowiaka) Widzów: 2104 Sędzia: Paweł Pskit (Łódź) |
|                       | kartki: · Łukasz Grube · Damian Michalik |                | kartki: · Artur Marciniak · 89' Michał Brzostowski |                                                                                  |

Zwycięzca: Polonia Bytom

## Sezon 2013/2014
Ligę podzielono na dwie grupy po 12 zespołów. Najlepsze cztery drużyny z obu grup zagrają w grupie mistrzowskiej o baraże do II ligi. Pozostałe drużyny walczyć będą o utrzymanie. Ostatnie osiem zespołów spada odpowiednio do grup: opolskiej, śląskiej I i śląskiej II IV ligi. Jeśli mistrz grupy mistrzowskiej nie wywalczył awansu do II ligi spadała kolejna drużyna z ligowej tabeli (baraż między zespołami z 4. miejsca w grupach spadkowych).

### Grupa północna
| Uczestnicy poprzedniej edycji | Uczestnicy poprzedniej edycji |
| ----------------------------- | ----------------------------- |
| Skra Częstochowa              | 5                             |
| Polonia Łaziska Górne         | 6                             |
| Górnik Wesoła                 | 7                             |
| Szczakowianka Jaworzno        | 8                             |
| LZS Piotrówka                 | 9                             |
| Swornica Czarnowąsy           | 13                            |
| Start Namysłów                | 14                            |

| Awans z IV ligi 2012/2013 | Awans z IV ligi 2012/2013 |
| ------------------------- | ------------------------- |
| grupa opolska             |                           |
| Piast Strzelce Opolskie   | 2                         |
| grupa śląska I            |                           |
| Szombierki Bytom          | 1                         |

| Uczestnicy dołączeni do ligi | Uczestnicy dołączeni do ligi |
| ---------------------------- | ---------------------------- |
| Piast II Gliwice             | –1                           |
| Ruch II Chorzów              | –1                           |
| Ruch Radzionków              | –                            |

Objaśnienia:
1. Zgodnie z uchwałą PZPN o rozwiązaniu Młodej Ekstraklasy, rezerwy drużyn grających w najwyższej klasie rozgrywkowej mają wrócić do lig, w których grały przed jej utworzeniem.

| Lp. | Drużyna                     | M  | Z  | R | P  | Bramki | Bramki | Różn. | Pkt | Uwagi               | Bezpośrednio                  |
| --- | --------------------------- | -- | -- | - | -- | ------ | ------ | ----- | --- | ------------------- | ----------------------------- |
| 1   | Skra Częstochowa (K)        | 22 | 16 | 6 | 0  | 51     | 13     | +38   | 54  | Grupa mistrzowska   |                               |
| 2   | Górnik Wesoła (K)           | 22 | 13 | 5 | 4  | 42     | 19     | +23   | 44  | Grupa mistrzowska   |                               |
| 3   | Ruch II Chorzów (K)         | 22 | 12 | 4 | 6  | 49     | 28     | +21   | 40  | Grupa mistrzowska   | PIA – RUCH 3:2 RUCH – PIA 2:0 |
| 4   | Piast II Gliwice (K)        | 22 | 12 | 4 | 6  | 38     | 30     | +8    | 40  | Grupa mistrzowska   | PIA – RUCH 3:2 RUCH – PIA 2:0 |
| 5   | Polonia Łaziska Górne (K)   | 22 | 12 | 3 | 7  | 43     | 28     | +15   | 39  | Grupa spadkowa nr 1 |                               |
| 6   | Swornica Czarnowąsy (K)     | 22 | 9  | 6 | 7  | 37     | 27     | +10   | 33  | Grupa spadkowa nr 1 |                               |
| 7   | Szombierki Bytom (K)        | 22 | 9  | 2 | 11 | 40     | 34     | +6    | 29  | Grupa spadkowa nr 1 |                               |
| 8   | Ruch Radzionków (K)         | 22 | 8  | 4 | 10 | 25     | 33     | −8    | 28  | Grupa spadkowa nr 1 |                               |
| 9   | LZS Piotrówka (K)           | 22 | 7  | 5 | 10 | 25     | 24     | +1    | 26  | Grupa spadkowa nr 2 |                               |
| 10  | Start Namysłów (K)          | 22 | 5  | 1 | 16 | 16     | 57     | −41   | 16  | Grupa spadkowa nr 2 |                               |
| 11  | Piast Strzelce Opolskie (K) | 22 | 4  | 2 | 16 | 23     | 62     | −39   | 14  | Grupa spadkowa nr 2 |                               |
| 12  | Szczakowianka Jaworzno (K)  | 22 | 2  | 4 | 16 | 17     | 51     | −34   | 10  | Grupa spadkowa nr 2 |                               |

### Grupa południowa
| Uczestnicy poprzedniej edycji | Uczestnicy poprzedniej edycji |
| ----------------------------- | ----------------------------- |
| BKS Stal Bielsko-Biała        | 2                             |
| Pniówek Pawłowice Śląskie     | 3                             |
| Przyszłość Rogów              | 43                            |
| LZS Leśnica                   | 103                           |
| LKS Czaniec                   | 11                            |
| Odra Wodzisław Śląski         | 12                            |
| Polonia Głubczyce             | 15                            |

| Awans z IV ligi 2012/2013 | Awans z IV ligi 2012/2013 |
| ------------------------- | ------------------------- |
| grupa opolska             |                           |
| Czarni Otmuchów           | 31                        |
| grupa śląska II           |                           |
| Nadwiślan Góra            | 1                         |
| Rekord Bielsko-Biała      | 2                         |

| Uczestnicy dołączeni do ligi  | Uczestnicy dołączeni do ligi |
| ----------------------------- | ---------------------------- |
| Górnik II Zabrze              | –2                           |
| Podbeskidzie II Bielsko-Biała | –2                           |

Objaśnienia:
1. Mistrz ligi opolskiej - Skalnik Gracze zrezygnował z występów w III lidze. Jego miejsce zajęła 3. drużyna - Czarni Otmuchów.
2. Zgodnie z uchwałą PZPN o rozwiązaniu Młodej Ekstraklasy, rezerwy drużyn grających w najwyższej klasie rozgrywkowej mają wrócić do lig, w których grały przed jej utworzeniem.
3. Przyszłość Rogów i LZS Leśnica wycofały się po rundzie jesiennej.

| Lp. | Drużyna                           | M  | Z  | R | P  | Bramki | Bramki | Różn. | Pkt | Uwagi                     | Bezpośrednio                |
| --- | --------------------------------- | -- | -- | - | -- | ------ | ------ | ----- | --- | ------------------------- | --------------------------- |
| 1   | Nadwiślan Góra (K)                | 22 | 16 | 2 | 4  | 50     | 17     | +33   | 50  | Grupa mistrzowska         |                             |
| 2   | Rekord Bielsko-Biała (K)          | 22 | 14 | 3 | 5  | 39     | 20     | +19   | 45  | Grupa mistrzowska         |                             |
| 3   | BKS Stal Bielsko-Biała (K)        | 22 | 12 | 5 | 5  | 39     | 21     | +18   | 41  | Grupa mistrzowska         |                             |
| 4   | Pniówek Pawłowice Śląskie (K)     | 22 | 11 | 5 | 6  | 34     | 25     | +9    | 38  | Grupa mistrzowska         |                             |
| 5   | LKS Czaniec (K)                   | 22 | 10 | 7 | 5  | 26     | 17     | +9    | 37  | Grupa spadkowa nr 2       |                             |
| 6   | Podbeskidzie II Bielsko-Biała (K) | 22 | 9  | 4 | 9  | 45     | 27     | +18   | 31  | Grupa spadkowa nr 2       | POD – GÓR 2:3 GÓR – POD 0:2 |
| 7   | Górnik II Zabrze (K)              | 22 | 9  | 4 | 9  | 26     | 21     | +5    | 31  | Grupa spadkowa nr 2       | POD – GÓR 2:3 GÓR – POD 0:2 |
| 8   | Odra Wodzisław Śląski (K)         | 22 | 7  | 2 | 13 | 20     | 37     | −17   | 23  | Grupa spadkowa nr 2       |                             |
| 9   | Polonia Głubczyce (K)             | 22 | 5  | 5 | 12 | 21     | 37     | −16   | 20  | Grupa spadkowa nr 1       |                             |
| 10  | Czarni Otmuchów (K)               | 22 | 5  | 3 | 14 | 15     | 49     | −34   | 18  | Grupa spadkowa nr 1       |                             |
| 11  | LZS Leśnica1 (S)                  | 22 | 6  | 5 | 11 | 17     | 35     | −18   | 23  | Spadek do klasy okręgowej |                             |
| 11  | Przyszłość Rogów1 (S)             | 22 | 2  | 5 | 15 | 14     | 46     | −32   | 11  | Spadek do klasy okręgowej |                             |

### Grupa mistrzowska
| Lp. | Drużyna                   | M  | Z  | R | P  | Bramki | Bramki | Różn. | Pkt | Uwagi            | Bezpośrednio |
| --- | ------------------------- | -- | -- | - | -- | ------ | ------ | ----- | --- | ---------------- | ------------ |
| 1   | Nadwiślan Góra (M) (B)    | 30 | 21 | 4 | 5  | 72     | 23     | +49   | 67  | Baraże o II ligę |              |
| 2   | Skra Częstochowa          | 30 | 18 | 9 | 3  | 63     | 24     | +39   | 63  |                  |              |
| 3   | Rekord Bielsko-Biała      | 30 | 19 | 5 | 6  | 56     | 26     | +30   | 62  |                  |              |
| 4   | Górnik Wesoła             | 30 | 16 | 9 | 5  | 48     | 28     | +20   | 57  |                  |              |
| 5   | BKS Stal Bielsko-Biała    | 30 | 15 | 8 | 7  | 51     | 34     | +17   | 53  |                  |              |
| 6   | Pniówek Pawłowice Śląskie | 30 | 14 | 8 | 8  | 48     | 38     | +10   | 50  |                  |              |
| 7   | Ruch II Chorzów           | 30 | 13 | 6 | 11 | 60     | 45     | +15   | 45  |                  |              |
| 8   | Piast II Gliwice          | 30 | 12 | 5 | 13 | 47     | 58     | −11   | 41  |                  |              |

### Grupy spadkowe

#### Grupa 1
| Lp. | Drużyna               | M  | Z  | R | P  | Bramki | Bramki | Różn. | Pkt | Uwagi                     | Bezpośrednio |
| --- | --------------------- | -- | -- | - | -- | ------ | ------ | ----- | --- | ------------------------- | ------------ |
| 1   | Polonia Łaziska Górne | 30 | 18 | 5 | 7  | 68     | 30     | +38   | 59  |                           |              |
| 2   | Swornica Czarnowąsy   | 30 | 16 | 7 | 7  | 56     | 29     | +27   | 55  |                           |              |
| 3   | Szombierki Bytom      | 30 | 15 | 2 | 13 | 61     | 39     | +22   | 47  |                           |              |
| 4   | Ruch Radzionków (S)   | 30 | 13 | 6 | 11 | 44     | 40     | +4    | 45  | Spadek do IV ligi         |              |
| 5   | Polonia Głubczyce (S) | 33 | 7  | 8 | 18 | 32     | 49     | −17   | 29  | Spadek do IV ligi         |              |
| 6   | Czarni Otmuchów (S)   | 30 | 6  | 5 | 19 | 20     | 73     | −53   | 23  | Spadek do IV ligi         |              |
| 7   | LZS Leśnica1 (S)      | 30 | 6  | 5 | 19 | 17     | 59     | −42   | 23  | Spadek do klasy okręgowej |              |
| 7   | Przyszłość Rogów1 (S) | 30 | 2  | 5 | 23 | 14     | 70     | −56   | 11  | Spadek do klasy okręgowej |              |

.

#### Grupa 2
| Lp. | Drużyna                       | M  | Z  | R | P  | Bramki | Bramki | Różn. | Pkt | Uwagi             | Bezpośrednio |
| --- | ----------------------------- | -- | -- | - | -- | ------ | ------ | ----- | --- | ----------------- | ------------ |
| 1   | LKS Czaniec                   | 30 | 15 | 9 | 6  | 36     | 21     | +15   | 54  |                   |              |
| 2   | Górnik II Zabrze              | 30 | 15 | 5 | 10 | 51     | 30     | +21   | 50  |                   |              |
| 3   | Podbeskidzie II Bielsko-Biała | 30 | 12 | 7 | 11 | 64     | 42     | +22   | 43  |                   |              |
| 4   | Odra Wodzisław Śląski (S)     | 30 | 12 | 4 | 14 | 35     | 47     | −12   | 40  | Spadek do IV ligi |              |
| 5   | LZS Piotrówka (S)             | 30 | 7  | 8 | 15 | 32     | 36     | −4    | 29  | Spadek do IV ligi |              |
| 6   | Piast Strzelce Opolskie (S)   | 30 | 6  | 4 | 20 | 33     | 74     | −41   | 22  | Spadek do IV ligi |              |
| 7   | Start Namysłów (S)            | 30 | 6  | 2 | 22 | 28     | 87     | −59   | 20  | Spadek do IV ligi |              |
| 8   | Szczakowianka Jaworzno (S)    | 30 | 4  | 6 | 20 | 26     | 66     | −40   | 18  | Spadek do IV ligi |              |

## Sezon 2012/2013

### Drużyny
| Uczestnicy poprzedniej edycji | Uczestnicy poprzedniej edycji |
| ----------------------------- | ----------------------------- |
| Skra Częstochowa              | 2                             |
| LZS Leśnica                   | 3                             |
| Polonia Łaziska Górne         | 4                             |
| Szczakowianka Jaworzno        | 5                             |
| Odra Opole                    | 6                             |
| Pniówek Pawłowice Śląskie     | 7                             |

| Uczestnicy poprzedniej edycji | Uczestnicy poprzedniej edycji |
| ----------------------------- | ----------------------------- |
| Przyszłość Rogów              | 8                             |
| BKS Stal Bielsko-Biała        | 9                             |
| LZS Piotrówka                 | 11                            |
| Start Namysłów                | 12                            |
| Odra Wodzisław Śląski         | 131                           |
| Victoria Chróścice            | 142,3                         |

| Awans z IV ligi 2011/2012 | Awans z IV ligi 2011/2012 |
| ------------------------- | ------------------------- |
| grupa opolska             |                           |
| Swornica Czarnowąsy       | 1                         |
| Polonia Głubczyce         | 2                         |
| grupa śląska I            |                           |
| Górnik Wesoła             | 1                         |
| grupa śląska II           |                           |
| LKS Czaniec               | 1                         |

Objaśnienia:
1. Start Bogdanowice występuje pod nazwą Odra Wodzisław Śląski.
2. Victoria Chróścice utrzymała się w lidze dzięki wycofaniu się Skałki Żabnicy po poprzednim sezonie.
3. Victoria Chrościce wycofała się z rozgrywek po rundzie jesiennej.

### Tabela
| Lp. | Drużyna                   | M  | Z  | R  | P  | Bramki | Bramki | Różn. | Pkt | Uwagi                     | Bezpośrednio |
| --- | ------------------------- | -- | -- | -- | -- | ------ | ------ | ----- | --- | ------------------------- | ------------ |
| 1   | Odra Opole (M) (A)        | 30 | 18 | 8  | 4  | 53     | 23     | +30   | 62  | Awans do II ligi          |              |
| 2   | BKS Stal Bielsko-Biała    | 30 | 18 | 5  | 7  | 52     | 34     | +18   | 59  |                           |              |
| 3   | Pniówek Pawłowice Śląskie | 30 | 17 | 6  | 7  | 52     | 24     | +28   | 57  |                           |              |
| 4   | Przyszłość Rogów          | 30 | 14 | 12 | 4  | 49     | 25     | +24   | 54  |                           |              |
| 5   | Skra Częstochowa          | 30 | 16 | 5  | 9  | 54     | 35     | +19   | 53  |                           |              |
| 6   | Polonia Łaziska Górne     | 30 | 15 | 8  | 7  | 50     | 42     | +8    | 53  |                           |              |
| 7   | Górnik Wesoła             | 30 | 12 | 10 | 8  | 50     | 35     | +15   | 46  |                           |              |
| 8   | Szczakowianka Jaworzno    | 30 | 11 | 8  | 11 | 41     | 35     | +6    | 41  |                           |              |
| 9   | LZS Piotrówka             | 30 | 9  | 11 | 10 | 42     | 38     | +4    | 38  |                           |              |
| 10  | LZS Leśnica               | 30 | 10 | 8  | 12 | 40     | 47     | −7    | 38  |                           |              |
| 11  | LKS Czaniec               | 30 | 9  | 9  | 12 | 49     | 47     | +2    | 36  |                           |              |
| 12  | Odra Wodzisław Śląski     | 30 | 8  | 8  | 14 | 27     | 35     | −8    | 32  |                           |              |
| 13  | Swornica Czarnowąsy       | 30 | 7  | 7  | 16 | 40     | 57     | −17   | 28  |                           |              |
| 14  | Start Namysłów (S)        | 30 | 7  | 6  | 17 | 32     | 52     | −20   | 27  | Spadek do IV ligi         |              |
| 15  | Polonia Głubczyce (S)     | 30 | 7  | 4  | 19 | 29     | 69     | −40   | 25  | Spadek do IV ligi         |              |
| 16  | Victoria Chróścice1 (S)   | 30 | 3  | 3  | 24 | 13     | 75     | −62   | 12  | Spadek do klasy okręgowej |              |

## Sezon 2011/2012

### Drużyny
| Uczestnicy poprzedniej edycji | Uczestnicy poprzedniej edycji |
| ----------------------------- | ----------------------------- |
| Skałka Żabnica                | 2                             |
| BKS Stal Bielsko-Biała        | 3                             |
| LZS Leśnica                   | 4                             |
| Odra Opole                    | 5                             |
| Polonia Łaziska Górne         | 6                             |
| Start Odra Bogdanowice        | 73                            |
| Rozwój Katowice               | 8                             |

| Uczestnicy poprzedniej edycji | Uczestnicy poprzedniej edycji |
| ----------------------------- | ----------------------------- |
| Pniówek Pawłowice Śląskie     | 9                             |
| LZS Piotrówka                 | 11                            |
| Victoria Częstochowa          | 13                            |
| Victoria Chróścice            | 142                           |

| Awans z IV ligi 2010/2011 | Awans z IV ligi 2010/2011 |
| ------------------------- | ------------------------- |
| grupa opolska             |                           |
| Start Namysłów            | 1                         |
| TOR Dobrzeń Wielki        | 2                         |
| grupa śląska I            |                           |
| Szczakowianka Jaworzno    | 1                         |
| Skra Częstochowa          | 21                        |
| grupa śląska II           |                           |
| Przyszłość Rogów          | 1                         |

Objaśnienia:
1. Skra Częstochowa połączyła się z Orłem Babienica/Psary i zajęła jego miejsce w III lidze.
2. Victoria Chróścice utrzymała się w III lidze w związku z wycofaniem się po poprzednim sezonie MKS-u Myszków.
3. 30 stycznia 2012 Start Bogdanowice połączył się z Odrą 1922 Wodzisław Śląski. Od wiosny 2012 drużyna występowała pod nazwą Start Odra Bogdanowice. Pod tą nazwą zakończyła również rozgrywki[5].

### Tabela
| Lp. | Drużyna                   | M  | Z  | R  | P  | Bramki | Bramki | Różn. | Pkt | Uwagi                     | Bezpośrednio |
| --- | ------------------------- | -- | -- | -- | -- | ------ | ------ | ----- | --- | ------------------------- | ------------ |
| 1   | Rozwój Katowice (M) (A)   | 30 | 19 | 9  | 2  | 67     | 23     | +44   | 66  | Awans do II ligi          |              |
| 2   | Skra Częstochowa          | 30 | 17 | 5  | 8  | 47     | 27     | +20   | 56  |                           |              |
| 3   | LZS Leśnica               | 30 | 14 | 9  | 7  | 44     | 30     | +14   | 51  |                           |              |
| 4   | Polonia Łaziska Górne     | 30 | 13 | 12 | 5  | 43     | 27     | +16   | 51  |                           |              |
| 5   | Szczakowianka Jaworzno    | 30 | 14 | 8  | 8  | 57     | 30     | +27   | 50  |                           |              |
| 6   | Odra Opole                | 30 | 12 | 11 | 7  | 46     | 33     | +13   | 47  |                           |              |
| 7   | Pniówek Pawłowice Śląskie | 30 | 14 | 5  | 11 | 41     | 31     | +10   | 47  |                           |              |
| 8   | Przyszłość Rogów          | 30 | 10 | 12 | 8  | 45     | 34     | +11   | 42  |                           |              |
| 9   | BKS Stal Bielsko-Biała    | 30 | 8  | 17 | 5  | 37     | 33     | +4    | 41  |                           |              |
| 10  | Skałka Żabnica1 (S)       | 30 | 10 | 10 | 10 | 44     | 39     | +5    | 40  | Spadek do klasy okręgowej |              |
| 11  | LZS Piotrówka             | 30 | 10 | 6  | 14 | 39     | 44     | −5    | 36  |                           |              |
| 12  | Start Namysłów            | 30 | 6  | 9  | 15 | 25     | 49     | −24   | 27  |                           |              |
| 13  | Start Odra Bogdanowice    | 30 | 6  | 8  | 16 | 23     | 56     | −33   | 26  |                           |              |
| 14  | Victoria Chróścice1       | 30 | 7  | 4  | 19 | 33     | 57     | −24   | 25  |                           |              |
| 15  | Victoria Częstochowa (S)  | 30 | 6  | 6  | 18 | 26     | 59     | −33   | 24  | Spadek do IV ligi         |              |
| 16  | TOR Dobrzeń Wielki (S)    | 30 | 5  | 7  | 18 | 21     | 66     | −45   | 22  | Spadek do IV ligi         |              |

## Sezon 2010/2011

### Drużyny
| Uczestnicy poprzedniej edycji | Uczestnicy poprzedniej edycji |
| ----------------------------- | ----------------------------- |
| BKS Stal Bielsko-Biała        | 2                             |
| Skałka Żabnica                | 3                             |
| Rozwój Katowice               | 4                             |
| Energetyk ROW Rybnik          | 5                             |
| Pniówek Pawłowice Śląskie     | 6                             |
| LZS Leśnica                   | 7                             |

| Uczestnicy poprzedniej edycji | Uczestnicy poprzedniej edycji |
| ----------------------------- | ----------------------------- |
| Victoria Częstochowa          | 8                             |
| Skalnik Gracze                | 9                             |
| Orzeł Babienica/Psary         | 10                            |
| KS Krasiejów                  | 112                           |
| Victoria Chróścice            | 12                            |
| Start Bogdanowice             | 131                           |

| Awans z IV ligi 2009/2010 | Awans z IV ligi 2009/2010 |
| ------------------------- | ------------------------- |
| grupa opolska             |                           |
| Oderka Opole              | 1                         |
| LZS Piotrówka             | 2                         |
| grupa śląska I            |                           |
| MKS Myszków               | 1                         |
| grupa śląska II           |                           |
| Polonia Łaziska Górne     | 1                         |

Objaśnienia:
1. Ze względu na nieprzystąpienie do rozgrywek III ligi GKS-u Jastrzębie (spadkowicza z II ligi) w lidze utrzymał się Start Bogdanowice.
2. KS Krasiejów wycofał się po rundzie jesiennej.

### Tabela
| Lp. | Drużyna                      | M  | Z  | R  | P  | Bramki | Bramki | Różn. | Pkt | Uwagi                     | Bezpośrednio |
| --- | ---------------------------- | -- | -- | -- | -- | ------ | ------ | ----- | --- | ------------------------- | ------------ |
| 1   | Energetyk ROW Rybnik (M) (A) | 30 | 19 | 7  | 4  | 63     | 27     | +36   | 64  | Awans do II ligi          |              |
| 2   | Skałka Żabnica               | 30 | 16 | 9  | 5  | 54     | 28     | +26   | 57  |                           |              |
| 3   | BKS Stal Bielsko-Biała       | 30 | 14 | 12 | 4  | 40     | 20     | +20   | 54  | BKS–LEŚ 0:1 LEŚ–BKS 1:3   |              |
| 4   | LZS Leśnica                  | 30 | 16 | 6  | 8  | 51     | 32     | +19   | 54  | BKS–LEŚ 0:1 LEŚ–BKS 1:3   |              |
| 5   | Oderka Opole                 | 30 | 14 | 9  | 7  | 43     | 25     | +18   | 51  |                           |              |
| 6   | Polonia Łaziska Górne        | 30 | 13 | 9  | 8  | 42     | 36     | +6    | 48  |                           |              |
| 7   | Start Bogdanowice            | 30 | 13 | 8  | 9  | 46     | 38     | +8    | 47  |                           |              |
| 8   | Rozwój Katowice              | 30 | 12 | 10 | 8  | 39     | 27     | +12   | 46  |                           |              |
| 9   | Pniówek Pawłowice Śląskie    | 30 | 11 | 8  | 11 | 42     | 40     | +2    | 41  |                           |              |
| 10  | MKS Myszków1 (S)             | 30 | 11 | 7  | 12 | 47     | 42     | +5    | 40  | Spadek do klasy okręgowej |              |
| 11  | LZS Piotrówka                | 30 | 10 | 9  | 11 | 55     | 46     | +9    | 39  |                           |              |
| 12  | Orzeł Babienica/Psary        | 30 | 9  | 8  | 13 | 32     | 41     | −9    | 35  |                           |              |
| 13  | Victoria Częstochowa         | 30 | 9  | 7  | 14 | 36     | 48     | −12   | 34  |                           |              |
| 14  | Victoria Chróścice1          | 30 | 4  | 11 | 15 | 21     | 54     | −33   | 23  |                           |              |
| 15  | Skalnik Gracze (S)           | 30 | 5  | 5  | 20 | 25     | 54     | −29   | 20  | Spadek do IV ligi         |              |
| 16  | KS Krasiejów2 (S)            | 30 | 1  | 1  | 28 | 6      | 84     | −78   | 4   | Spadek do klasy okręgowej |              |

## Sezon 2009/2010

### Drużyny
| Uczestnicy poprzedniej edycji | Uczestnicy poprzedniej edycji |
| ----------------------------- | ----------------------------- |
| BKS Stal Bielsko-Biała        | 2                             |
| LZS Leśnica                   | 3                             |
| Ruch Zdzieszowice             | 4                             |
| Orzeł Babienica/Psary         | 6                             |
| Rozwój Katowice               | 7                             |

| Uczestnicy poprzedniej edycji | Uczestnicy poprzedniej edycji |
| ----------------------------- | ----------------------------- |
| Energetyk ROW Rybnik          | 9                             |
| Pniówek Pawłowice Śląskie     | 10                            |
| KS Krasiejów                  | 11                            |
| Skalnik Gracze                | 13                            |
| TOR Dobrzeń Wielki            | 141                           |

| Awans z IV ligi 2008/2009 | Awans z IV ligi 2008/2009 |
| ------------------------- | ------------------------- |
| grupa opolska             |                           |
| Start Bogdanowice         | 1                         |
| Start Namysłów            | 2                         |
| grupa śląska I            |                           |
| Victoria Częstochowa      | 1                         |
| grupa śląska II           |                           |
| Skałka Żabnica            | 1                         |

Objaśnienia:
1. Beskid Skoczów wycofał się po zakończeniu poprzedniego sezonu, w związku z czym utrzymał się TOR Dobrzeń Wielki.

### Tabela
| Lp. | Drużyna                   | M  | Z  | R  | P  | Bramki | Bramki | Różn. | Pkt | Uwagi             | Bezpośrednio |
| --- | ------------------------- | -- | -- | -- | -- | ------ | ------ | ----- | --- | ----------------- | ------------ |
| 1   | Ruch Zdzieszowice (M) (A) | 28 | 20 | 5  | 3  | 57     | 16     | +41   | 65  | Awans do II ligi  |              |
| 2   | BKS Stal Bielsko-Biała    | 28 | 16 | 7  | 5  | 41     | 21     | +20   | 55  |                   |              |
| 3   | Skałka Żabnica            | 28 | 17 | 4  | 7  | 60     | 30     | +30   | 55  |                   |              |
| 4   | Rozwój Katowice           | 28 | 15 | 5  | 8  | 47     | 23     | +24   | 50  |                   |              |
| 5   | Energetyk ROW Rybnik      | 28 | 14 | 6  | 8  | 46     | 32     | +14   | 48  |                   |              |
| 6   | Pniówek Pawłowice Śląskie | 28 | 14 | 6  | 8  | 59     | 36     | +23   | 48  |                   |              |
| 7   | LZS Leśnica               | 28 | 13 | 7  | 8  | 49     | 30     | +19   | 46  |                   |              |
| 8   | Victoria Częstochowa      | 28 | 12 | 7  | 9  | 38     | 42     | −4    | 43  |                   |              |
| 9   | Skalnik Gracze            | 28 | 11 | 7  | 10 | 31     | 36     | −5    | 40  |                   |              |
| 10  | Orzeł Babienica/Psary     | 28 | 8  | 9  | 11 | 29     | 34     | −5    | 33  |                   |              |
| 11  | KS Krasiejów              | 28 | 9  | 1  | 18 | 29     | 46     | −17   | 28  |                   |              |
| 12  | Victoria Chróścice        | 28 | 4  | 11 | 13 | 31     | 54     | −23   | 23  |                   |              |
| 13  | Start Bogdanowice2        | 28 | 4  | 7  | 17 | 35     | 69     | −34   | 19  |                   |              |
| 14  | TOR Dobrzeń Wielki (S)    | 28 | 4  | 5  | 19 | 26     | 73     | −47   | 17  | Spadek do IV ligi |              |
| 15  | Start Namysłów (S)        | 28 | 3  | 5  | 20 | 25     | 61     | −36   | 14  | Spadek do IV ligi |              |

## Sezon 2008/2009

### Drużyny
- Utrzymały się w III lidze: Koszarawa Żywiec, Rozwój Katowice, Skalnik Gracze, Walka Makoszowy.
- Awansowały z grupy opolskiej: LZS Leśnica, KS Krasiejów, Ruch Zdzieszowice, Silesius Kotórz Mały, TOR Dobrzeń Wielki, Victoria Chróścice.
- Awansowały z grupy śląskiej: Beskid Skoczów, Energetyk ROW Rybnik, Orzeł Babienica/Psary, Pniówek Pawłowice Śląskie, Ruch Radzionków.
- Baraż śląski: BKS Stal Bielsko-Biała.

### Tabela
| Lp. | Drużyna                    | M  | Z  | R  | P  | Bramki | Bramki | Różn. | Pkt | Uwagi             | Bezpośrednio |
| --- | -------------------------- | -- | -- | -- | -- | ------ | ------ | ----- | --- | ----------------- | ------------ |
| 1   | Ruch Radzionków (M) (A)    | 30 | 23 | 3  | 4  | 66     | 17     | +49   | 72  | Awans do II ligi  |              |
| 2   | BKS Stal Bielsko-Biała (B) | 30 | 18 | 10 | 2  | 55     | 19     | +36   | 64  | Baraże o II ligę  |              |
| 3   | LZS Leśnica                | 30 | 16 | 7  | 7  | 44     | 26     | +18   | 55  |                   |              |
| 4   | Ruch Zdzieszowice          | 30 | 14 | 7  | 9  | 55     | 29     | +26   | 49  |                   |              |
| 5   | Walka Makoszowy2           | 30 | 12 | 9  | 9  | 36     | 31     | +5    | 45  | Drużyna wycofana  |              |
| 6   | Orzeł Babienica/Psary      | 30 | 13 | 5  | 12 | 44     | 31     | +13   | 44  |                   |              |
| 7   | Rozwój Katowice            | 30 | 12 | 7  | 11 | 42     | 33     | +9    | 43  |                   |              |
| 8   | Beskid Skoczów2            | 30 | 10 | 11 | 9  | 31     | 31     | 0     | 41  | Drużyna wycofana  |              |
| 9   | Energetyk ROW Rybnik       | 30 | 11 | 7  | 12 | 48     | 41     | +7    | 40  |                   |              |
| 10  | Pniówek Pawłowice Śląskie  | 30 | 10 | 9  | 11 | 46     | 39     | +7    | 39  |                   |              |
| 11  | KS Krasiejów               | 30 | 11 | 5  | 14 | 35     | 40     | −5    | 38  |                   |              |
| 12  | Victoria Chróścice         | 30 | 9  | 10 | 11 | 35     | 37     | −2    | 37  |                   |              |
| 13  | Skalnik Gracze             | 30 | 10 | 2  | 18 | 32     | 54     | −22   | 32  |                   |              |
| 14  | TOR Dobrzeń Wielki2        | 30 | 8  | 7  | 15 | 27     | 56     | −29   | 31  |                   |              |
| 15  | Silesius Kotórz Mały (S)   | 30 | 5  | 5  | 20 | 17     | 73     | −56   | 20  | Spadek do IV ligi |              |
| 16  | Koszarawa Żywiec1          | 30 | 5  | 2  | 23 | 13     | 69     | −56   | 17  | Drużyna wycofana  |              |

### Baraże o II ligę
| 17 czerwca 2009 | BKS Stal Bielsko-Biała | 0:2   | Jarota Jarocin                       |                                                             |
| 17:00           |                        | (0:0) | Piotr Nieć 74' · Maciej Manelski 90' | Bielsko-Biała Widzów: 1000 Sędzia: Łukasz Śmietanka (Radom) |

| 20 czerwca 2009 | Jarota Jarocin      | 1:2   | BKS Stal Bielsko-Biała                            |                                                                 |
| 17:00           | Maciej Manelski 90' | (0:1) | Przemysław Suchowski 23' · Marcin Rejmanowski 53' | Jarocin Widzów: 1000 Sędzia: Jarosław Rynkiewicz (Zielona Góra) |

Wynik dwumeczu – 3:2 dla Jaroty.